# Hôtel Gauthier de Sibert
Pour les articles homonymes, voir Sibert.
L'hôtel Gauthier de Sibert est un hôtel particulier des XVIe siècle et XVIIe siècle situé à Tonnerre, dans le département de l'Yonne et la région Bourgogne-Franche-Comté.

## Historique
Le bâtiment fait l’objet d’une inscription au titre des monuments historiques depuis le 14 décembre 2005.